# Gran Premio d'Italia 1961
Il Gran Premio d'Italia 1961 si svolse domenica 10 settembre 1961 all'Autodromo nazionale di Monza. La gara fu vinta da Phil Hill su Ferrari (alla sua ultima vittoria in carriera), seguito da Dan Gurney su Porsche e da Bruce McLaren su Cooper-Climax. La gara fu funestata dal tragico incidente del ferrarista Wolfgang Von Trips, che causò la morte dello stesso pilota e di 14 spettatori. Hill, che con la vittoria finì in testa alla classifica per un solo punto proprio davanti al compagno di squadra, divenne così campione del mondo, in quanto nessun'altro pilota era in grado di raggiungerlo a una gara dalla fine.

## Vigilia
Dopo il Gran Premio di Germania disputato al Nürburgring il 6 agosto, la lotta per il titolo mondiale era ormai ristretta ai due ferraristi: Wolfgang Von Trips, leader della classifica con 33 punti, e lo statunitense Phil Hill, distanziato di quattro lunghezze dal tedesco. Il messicano Ricardo Rodríguez, all'età di 19 anni e 208 giorni, diventa il più giovane pilota ad esordire in Formula 1, record poi battuto da Mike Thackwell al Gran Premio d'Olanda 1980.

## Qualificazioni
Nelle qualifiche di Monza fu Von Trips a conquistare la pole position, girando in 2'46"3. Ricardo Rodríguez, qualificandosi al secondo posto, il più giovane pilota a partire in prima fila, record rimasto imbattuto fino al Gran Premio del Belgio 2016 quando fu migliorato da Max Verstappen.
| Pos | N° | Pilota                  | Auto                 | Squadra                    | Tempo  | Distacco |
| --- | -- | ----------------------- | -------------------- | -------------------------- | ------ | -------- |
| 1   | 4  | Wolfgang von Trips      | Ferrari 156          | Scuderia Ferrari SpA SEFAC | 2:46.3 | -        |
| 2   | 8  | Ricardo Rodríguez       | Ferrari 156          | Scuderia Ferrari SpA SEFAC | 2:46.4 | +0.1     |
| 3   | 6  | Richie Ginther          | Ferrari 156          | Scuderia Ferrari SpA SEFAC | 2:46.8 | +0.5     |
| 4   | 2  | Phil Hill               | Ferrari 156          | Scuderia Ferrari SpA SEFAC | 2:47.2 | +0.9     |
| 5   | 24 | Graham Hill             | BRM P48/57-Climax    | Owen Racing Organisation   | 2:48.7 | +2.4     |
| 6   | 32 | Giancarlo Baghetti      | Ferrari 156          | Scuderia Sant'Ambroeus     | 2:49.0 | +2.7     |
| 7   | 36 | Jim Clark               | Lotus 21-Climax      | Team Lotus                 | 2:49.2 | +2.9     |
| 8   | 44 | Jo Bonnier              | Porsche 787          | Porsche System Engineering | 2:49.6 | +3.3     |
| 9   | 38 | Innes Ireland           | Lotus 18/21-Climax   | Team Lotus                 | 2:50.3 | +4.0     |
| 10  | 10 | Jack Brabham            | Cooper T58-Climax    | Cooper Car Company         | 2:51.6 | +5.3     |
| 11  | 28 | Stirling Moss           | Lotus 21-Climax      | RRC Walker Racing Team     | 2:51.8 | +5.5     |
| 12  | 46 | Dan Gurney              | Porsche 718          | Porsche System Engineering | 2:52.0 | +5.7     |
| 13  | 26 | Tony Brooks             | BRM P48/57-Climax    | Owen Racing Organisation   | 2:52.2 | +5.9     |
| 14  | 12 | Bruce McLaren           | Cooper T55-Climax    | Cooper Car Company         | 2:53.4 | +7.1     |
| 15  | 74 | Carel Godin de Beaufort | Porsche 718          | Ecurie Maarsbergen         | 2:53.8 | +7.5     |
| 16  | 60 | Jackie Lewis            | Cooper T53P-Climax   | H&L Motors                 | 2:54.0 | +7.7     |
| 17  | 22 | Masten Gregory          | Lotus 18/21-Climax   | UDT Laystall Racing Team   | 2:55.2 | +8.9     |
| 18  | 40 | Roy Salvadori           | Cooper T53P-Climax   | Yeoman Credit Racing Team  | 2:55.2 | +8.9     |
| 19  | 42 | John Surtees            | Cooper T53P-Climax   | Yeoman Credit Racing Team  | 2:55.6 | +9.3     |
| 20  | 50 | Nino Vaccarella         | De Tomaso F1-Conrero | Scuderia Serenissima       | 2:56.0 | +9.7     |
| 21  | 62 | Lorenzo Bandini         | Cooper T53P-Maserati | Scuderia Centro Sud        | 2:57.7 | +11.4    |
| 22  | 48 | Maurice Trintignant     | Cooper T51-Maserati  | Scuderia Serenissima       | 2:58.7 | +12.4    |
| 23  | 20 | Henry Taylor            | Lotus 18/21-Climax   | UDT Laystall Racing Team   | 3:00.6 | +14.3    |
| 24  | 54 | Roberto Bussinello      | De Tomaso-Conrero    | Isobele De Tomaso          | 3:01.7 | +15.4    |
| 25  | 18 | Gerry Ashmore           | Lotus 18-Climax      | Privato                    | 3:03.0 | +16.7    |
| 26  | 30 | Jack Fairman            | Cooper T45-Climax    | Fred Tuck Cars             | 3:04.8 | +18.5    |
| 27  | 16 | Tim Parnell             | Lotus 18-Climax      | Privato                    | 3:05.7 | +19.4    |
| 28  | 56 | Wolfgang Seidel         | Lotus 18-Climax      | Scuderia Colonia           | 3:06.0 | +19.7    |
| 29  | 58 | Renato Pirocchi         | Cooper T51-Maserati  | Pescara Racing Team        | 3:06.5 | +20.2    |
| 30  | 72 | Gaetano Starrabba       | Lotus 18-Maserati    | Privato                    | 3:07.9 | +21.6    |
| 31  | 14 | Brian Naylor            | JBW 1960-Climax      | JBW Cars                   | 3:08.1 | +21.8    |
| 32  | 52 | Roberto Lippi           | De Tomaso F1-OSCA    | Scuderia Settecolli        | 3:08.9 | +22.6    |
| DNQ | 68 | André Pilette           | Emeryson-Maserati    | Equipe Nationale Belge     | 3:11.6 | +25.3    |
| NP  | 46 | Edgar Barth             | Porsche              | Porsche System Engineering |        |          |
| NP  | 58 | Massimo Natili          | Cooper-Maserati      | Scuderia Centro Sud        |        |          |
| WD  | 34 | Alfonso Thiele          | Cooper-Climax        | Scuderia Sant'Ambroeus     |        |          |
| WD  | 64 | Ernesto Prinoth         | Lotus-Climax         | Scuderia Dolomiti          |        |          |
| WD  | 66 | Mennato Boffa           | Cooper-Climax        | Privato                    |        |          |
| WD  | 70 | Michael May             | Lotus-Climax         | Scuderia Colonia           |        |          |

## Gara
Al via fu però Phil Hill a prendere il comando della corsa, che riuscirà poi a tenere per gran parte della gara, alternandosi con Richie Ginther fino a che quest'ultimo non dovette ritirarsi per un guasto al motore. Al secondo giro Von Trips, nel percorrere il rettilineo verso la curva Parabolica, entrò in collisione con la Lotus di Jim Clark: le due vetture finirono nella via di fuga esterna alla pista, ma mentre la Lotus del britannico riuscì a smorzare la forza d'inerzia contro il terrapieno laterale e a fermarsi nell'erba senza troppi danni, la Ferrari del tedesco decollò roteando su sé stessa, andando a sbattere contro la rete di protezione, dietro la quale erano assiepate decine di spettatori; la macchina poi rimbalzò all'indietro, carambolando in mezzo alla pista, mentre il pilota venne sbalzato fuori dall'abitacolo, ricadendo a un centinaio di metri di distanza. I soccorritori intervennero abbastanza rapidamente, ma Von Trips era morto sul colpo, insieme a 14 spettatori; decine furono anche i feriti, che vennero smistati negli ospedali più vicini. La corsa non venne tuttavia interrotta e fu vinta da Phil Hill, che si laureò così matematicamente campione del mondo in quanto, a una gara dalla fine, solo il compagno di scuderia avrebbe potuto raggiungerlo. A seguito dell'incidente la pista completa, comprendente anche l'anello di alta velocità, non fu più utilizzata per lo svolgimento del Gran Premio d'Italia, per il quale fu utilizzato solo il percorso stradale. Dopo questo grave incidente la società gestore del circuito intraprese importanti lavori per rendere più sicuro il circuito installando una doppia protezione con reti e rinforzi sia in putrelle verticali che con cavi di acciaio, ancora esistenti.
I risultati del GP sono stati i seguenti:
| Pos | N° | Pilota                  | Costruttore/Motore      | Giri | Tempo/Ritiro             | Griglia | Punti |
| --- | -- | ----------------------- | ----------------------- | ---- | ------------------------ | ------- | ----- |
| 1   | 2  | Phil Hill               | Ferrari 156             | 43   | 2:03:13.0                | 4       | 9     |
| 2   | 46 | Dan Gurney              | Porsche 718             | 43   | +0:31.2                  | 12      | 6     |
| 3   | 12 | Bruce McLaren           | Cooper T55-Climax       | 43   | +2:28.4                  | 14      | 4     |
| 4   | 60 | Jackie Lewis            | Cooper T53P-Climax      | 43   | +2:40.4                  | 16      | 3     |
| 5   | 26 | Tony Brooks             | BRM P48/57-Climax       | 43   | +2:40.5                  | 13      | 2     |
| 6   | 40 | Roy Salvadori           | Cooper T53P-Climax      | 42   | +1 giro                  | 18      | 1     |
| 7   | 74 | Carel Godin de Beaufort | Porsche 718             | 41   | +2 giri                  | 15      |       |
| 8   | 62 | Lorenzo Bandini         | Cooper T53P-Maserati    | 41   | +2 giri                  | 21      |       |
| 9   | 48 | Maurice Trintignant     | Cooper T51-Maserati     | 41   | +2 giri                  | 22      |       |
| 10  | 16 | Tim Parnell             | Lotus 18-Climax         | 40   | +3 giri                  | 27      |       |
| 11  | 20 | Henry Taylor            | Lotus 18/21-Climax      | 39   | +4 giri                  | 23      |       |
| 12  | 58 | Renato Pirocchi         | Cooper T51-Maserati     | 38   | +5 giri                  | 29      |       |
| Rit | 28 | Stirling Moss           | Lotus 21-Climax         | 36   | Ruota                    | 11      |       |
| Rit | 6  | Richie Ginther          | Ferrari 156             | 23   | Motore                   | 3       |       |
| Rit | 72 | Gaetano Starrabba       | Lotus 18-Maserati       | 19   | Motore                   | 30      |       |
| Rit | 44 | Jo Bonnier              | Porsche 787             | 14   | Sospensioni              | 8       |       |
| Rit | 8  | Ricardo Rodríguez       | Ferrari 156             | 13   | Sistema alim. carburante | 2       |       |
| Rit | 32 | Giancarlo Baghetti      | Ferrari 156             | 13   | Motore                   | 6       |       |
| Rit | 50 | Nino Vaccarella         | De Tomaso F1-Alfa Romeo | 13   | Motore                   | 20      |       |
| Rit | 22 | Masten Gregory          | Lotus 18/21-Climax      | 11   | Sospensioni              | 17      |       |
| Rit | 24 | Graham Hill             | BRM P48/57-Climax       | 10   | Motore                   | 5       |       |
| Rit | 10 | Jack Brabham            | Cooper T58-Climax       | 8    | Surriscaldamento         | 10      |       |
| Rit | 14 | Brian Naylor            | JBW 1960-Climax         | 6    | Motore                   | 31      |       |
| Rit | 38 | Innes Ireland           | Lotus 18/21-Climax      | 5    | Telaio                   | 9       |       |
| Rit | 30 | Jack Fairman            | Cooper T45-Climax       | 5    | Motore                   | 26      |       |
| Rit | 42 | John Surtees            | Cooper T53P-Climax      | 2    | Incidente                | 19      |       |
| Rit | 4  | Wolfgang von Trips      | Ferrari 156             | 1    | Incidente mortale        | 1       |       |
| Rit | 36 | Jim Clark               | Lotus 21-Climax         | 1    | Incidente                | 7       |       |
| Rit | 54 | Roberto Bussinello      | De Tomaso-Alfa Romeo F1 | 1    | Motore                   | 24      |       |
| Rit | 56 | Wolfgang Seidel         | Lotus 18-Climax         | 1    | Motore                   | 28      |       |
| Rit | 52 | Roberto Lippi           | De Tomaso F1-OSCA       | 1    | Motore                   | 32      |       |
| Rit | 18 | Gerry Ashmore           | Lotus 18-Climax         | 0    | Incidente                | 25      |       |
| NQ  | 68 | André Pilette           | Emeryson-Maserati       |      |                          |         |       |
| NP  | 46 | Edgar Barth             | Porsche                 |      | Disputa solo le prove    |         |       |
| NP  | 58 | Massimo Natili          | Cooper-Maserati         |      | Guidò Pirocchi           |         |       |
| WD  | 34 | Alfonso Thiele          | Cooper-Climax           |      |                          |         |       |
| WD  | 64 | Ernesto Prinoth         | Lotus-Climax            |      |                          |         |       |
| WD  | 66 | Mennato Boffa           | Cooper-Climax           |      |                          |         |       |
| WD  | 70 | Michael May             | Lotus-Climax            |      | No auto                  |         |       |

## Statistiche

### Piloti
- 1° e unico titolo Mondiale per Phil Hill
- 3ª e ultima vittoria per Phil Hill
- 1° e unica pole position per Wolfgang von Trips
- 1° e unico giro più veloce per Giancarlo Baghetti
- 1º Gran Premio per Roberto Bussinello, Ricardo Rodríguez, Nino Vaccarella e Roberto Lippi
- 1° e unico Gran Premio per Mennato Boffa, Renato Pirocchi e Gaetano Starrabba
- Ultimo Gran Premio per Jack Fairman, Wolfgang von Trips, Henry Taylor e Massimo Natili

### Costruttori
- 35° vittoria per la Ferrari
- Ultimo Gran Premio per la JBW

### Motori
- 35° vittoria per il motore Ferrari
- 1° e unico Gran Premio per il motore Conrero

### Giri al comando
- Phil Hill (1-3, 5, 7, 10, 14-43)
- Richie Ginther (4, 6, 8-9, 11-13)

## Classifiche Mondiali

### Piloti
| Pos | Pilota             | Punti   |
| --- | ------------------ | ------- |
| 1   | Phil Hill          | 34 (38) |
| 2   | Wolfgang von Trips | 33      |
| 3   | Stirling Moss      | 21      |
| 4   | Richie Ginther     | 16      |
| 5   | Dan Gurney         | 15      |
| 6   | Jim Clark          | 11      |
| 7   | Giancarlo Baghetti | 9       |
| 8   | Bruce McLaren      | 8       |
| 9   | Jack Brabham       | 4       |
|     | John Surtees       | 4       |
| 11  | Olivier Gendebien  | 3       |
|     | Innes Ireland      | 3       |
|     | Jackie Lewis       | 3       |
| 14  | Roy Salvadori      | 2       |
|     | Tony Brooks        | 2       |
|     | Jo Bonnier         | 2       |
| 17  | Graham Hill        | 1       |

### Costruttori
| Pos | Team          | Punti   |
| --- | ------------- | ------- |
| 1   | Ferrari       | 40 (52) |
| 2   | Lotus-Climax  | 24      |
| 3   | Porsche       | 17      |
| 4   | Cooper-Climax | 13 (15) |
| 5   | BRM-Climax    | 3       |